# Valle Lerma
Valle Lerma är en ort i Mexiko.   Den ligger i kommunen Santiago Ixcuintla och delstaten Nayarit, i den centrala delen av landet, 700 km väster om huvudstaden Mexico City. Valle Lerma ligger 30 meter över havet och antalet invånare är 944.
Terrängen runt Valle Lerma är platt. Runt Valle Lerma är det ganska glesbefolkat, med 45 invånare per kvadratkilometer. Närmaste större samhälle är Santiago Ixcuintla, 10,8 km väster om Valle Lerma. Omgivningarna runt Valle Lerma är en mosaik av jordbruksmark och naturlig växtlighet.